# Isle of Man TT
International Isle of Man TT (Tourist Trophy) трке су годишње одржаван догађај у мотоциклистичким спортовима који се одвија на Острву Мен у мају/јуну почев од премијерне трке 1907. Често се назива једном од најопаснијих трка на свету.
Isle of Man TT се одвија у формату трке на хронометар на јавним цестама које се затворе за јавност (према документу енгл. Act of Tynwald). Догађај траје две седмице, једна за вежбе а једна за саме трке. Традиција је, вероватно отпочета тркачима из раних 1920-их, да гледаоци прођу Snaefell Mountain Course на мотоциклима током одржавања трке Isle of Man TT на „луду недељу” (енгл. Mad Sunday), што је неформални и незванични догађај који се дешава недељом између седмице вежбе и седмице трке.